# Бурносов, Юрий Николаевич
Юрий Николаевич Бурносов (род. 24 апреля 1970, Севск, Брянская область) — российский писатель-фантаст, сценарист, кинокритик.

## Биография
Окончил школу с золотой медалью, дважды неудачно поступал в Смоленский медицинский институт, работал санитаром в стоматологическом кабинете и морге, учился в Смоленском базовом медицинском училище. В 1995 году окончил факультет русского языка и литературы Брянского педагогического университета.
Работал в журналистике корреспондентом. С 1993 года был соредактором первой городской молодёжной газеты «Брянск и Бежица», позднее — заместителем редактора еженедельника «Брянская неделя», а с 1997 года — пресс-секретарем губернатора Брянской области.
С 2007 года переехал в Москву и, параллельно с литературной деятельностью, занялся написанием сценариев для теле- и кинопроектов совместно с женой Татьяной.
С октября 2022 года проживает в Новосибирском Академгородке.
Член Лиги консервативной журналистики. Политолог, колумнист в интернет-издании «Новая политика». Кинокритик в журнале «Мир фантастики», а также в интернет-издании «Газета.ру».
Член Союза писателей ДНР (с 2019 года) и Союза литераторов РФ (с 2024 года).
Преподаватель Московской школы кино (с 2022 года).
Снялся в фильме «Соловей-разбойник» в роли бандита.
Женат на Татьяне Глущенко (родилась в 1969), с которой вместе пишет книги и сценарии (в том числе как Юрий и Татьяна Бурносовы).
Дети:
- Борис (родился в 1993), ветеринарный врач; поэт-песенник.
- Валерия (родилась в 1995), журналистка, певица.
- Софья (родилась в 1999), лингвист.

## Общественная позиция
В 2022 году подписал письмо в поддержку российского военного вторжения на Украину.

## Литературная деятельность
Литературную деятельность начинал под псевдонимом Виктор Бурцев в соавторстве с Виктором Косенковым. Фантастические романы «Алмазной трилогии», а также романы «Зеркало Иблиса» и «Охота на НЛО» быстро снискали большую популярность.
В общей сложности у Юрия издано более двадцати романов, как в соавторстве, так и сольно. Кроме этого, постоянно публикуются рассказы в популярных сборниках.
Один из первых авторов проекта «Этногенез».
Лауреат более десяти литературных премий, в том числе премии «Баст» за вклад в военно-историческую фантастику и премии «Книга года-2007» за книгу «Чудовищ нет».
Романы и рассказы также переведены на немецкий, литовский, эстонский и болгарский языки.

## Особенности творчества
Для прозы Бурносова характерна такая особенность, как талант стилизации. В полной мере он проявился в трилогии «Числа и знаки» и в романе «Чудовищ нет». В обоих произведениях автор применяет не только лексику описываемых эпох, но и ритм текстов тех времён, насыщает старинными оборотами авторские описания, ликвидируя дистанцию между «я» повествователя и эпохой, о которой повествуется, прибегая к нарочитой медлительной основательности, что призвано передать ощущение «меньшей скорости» течения самого времени. Так, в трилогии «Числа и знаки» повествование стилизуется под условное позднее средневековье, а в романе «Чудовищ нет» — под времена правления Александра II, историческую реальность Российской империи.

## Награды и премии
- 2001 — «Звёздный мост». Лауреат премии «Кадуцей» за лучший цикл, сериал и роман с продолжением. 3-е место за 2-ю и 3-ю книгу «Алмазной трилогии». Харьков.
- 2001 — «Аэлита». Премия «Старт» за роман «Алмазные НЕРвы». Екатеринбург.
- 2001 — «Рваная грелка». Победитель конкурса — рассказ «Мессия должен умереть».
- 2001 — «Звёздный мост». Лауреат премии университета МВД Украины за роман «Охота на НЛО». Харьков.
- 2003 — лауреат медали Тютчева. Брянск.
- 2006 — «Басткон». Премия «Баст» за вклад в военно-историческую фантастику, 3-е место за роман «Пленных не брать!».
- 2007 — Номинант премии «Национальный бестселлер» за книгу «Чудовищ нет»[5].
- 2007 — «Итоги года» от журнала «Мир фантастики», итоги за 2007 год. Премия «Книга года» — роман «Чудовищ нет».
- 2008 — «Серебряная стрела». Лауреат премии «За лучшее произведение в жанре хоррора, фантастического триллера и мистики» за книгу «Чудовищ нет».
- 2011 — «Серебряная стрела», премия «Со-творение» (лучшее соавторство). Юрий Бурносов, Василий Орехов «Железный доктор».
- 2019 — «Проксима». «Книга года» — Юрий Бурносов, Татьяна Глущенко «Кот и мурлик».

### Романы, изданные под псевдонимом Виктор Бурцев
Алмазная трилогия
- Алмазные НЕРвы (1999). Соавтор: Виктор Косенков
- Алмазная реальность (2000). Соавтор: Виктор Косенков
- Алмазный дождь (2001). Соавтор: Виктор Косенков

Зеркало Иблиса (2001)
Охота на НЛО (2001)
Приключения Бетси Мак-Дугал
- Гималайский зигзаг (2002), соавторы: Виктор Косенков, Игорь Чёрный
- Святой остров (2002), соавторы: Виктор Косенков, Игорь Чёрный, Валентин Леженда
- Оскал Анубиса (2003), соавторы: Виктор Косенков, Игорь Чёрный, Валентин Леженда
- Пленных не брать! (2005)

### Романы
Числа и знаки
- Два квадрата (2003)
- Три розы (2003)
- Четыре всадника (2003)

Чудовищ нет (2006)
Книга демона (2008), соавтор Михаил Кликин
Фолиант смерти (2009), соавтор Олег Бондарев

### Межавторские проекты

#### Проект «Этногенез»
- Революция. Японский городовой (2009)
- Армагеддон. Крушение Америки (2010)
- Армагеддон-2. Зона-51 (2010)
- Армагеддон-3. Подземелья смерти (2011)
- Игрок (2012)
- Лис пустыни (2012)
- Хакеры-3. Эндшпиль (2012)
- Балканы (2014) (в соавторстве с Кириллом Бенедиктовым)

#### Проект S.T.A.L.K.E.R.
- Точка падения (2010)
- Тоннельная крыса (2014) (в соавторстве с Татьяной Глущенко как Юрий и Татьяна Бурносовы)

#### Проект «Зона смерти»
- Железный Доктор (2011) (в соавторстве с Василием Ореховым)

#### Проект «Анабиоз»
- Новая Сибирь (2012)

### Повести
- 2011 Хомо террористикус (в соавторстве с Тимуром Алиевым)
- 2019 Кот и мурлик (в соавторстве с Татьяной Глущенко)
- 2019 Кот и мурлик. Незваный гость (в соавторстве с Татьяной Глущенко)
- 2020 Кот и мурлик. Удивительный концерт (в соавторстве с Татьяной Глущенко)
- 2020 Кот и мурлик. Короткая зима (в соавторстве с Татьяной Глущенко)
- 2022 Плавучий дом Лиса (в соавторстве с Татьяной Глущенко)

### Рассказы
- 2000 Жуткая сосальная станция
- 2000 Мертвец, который убежал
- 2000 Песня Сольвейг
- 2001 Мессия должен умереть
- 2001 Сучье вымя
- 2002 Сталин и атомная бомба
- 2002 Тинки, Винки и Дубовая Веточка
- 2003 Roses
- 2003 Батарейка
- 2003 Бубен
- 2003 Всё золотистое
- 2004 Дневник Ульвургына
- 2004 Жабы
- 2004 Случаи: Сюнька Голомаздин; Нищий Петр Михайлович; Няма; Забавные похождения старух
- 2005 Город в коробке
- 2005 День рождения художника
- 2005 Пропущенная глава
- 2006 Лифт
- 2006 Над озером, в глухих дубровах…
- 2006 Странное происшествие, случившееся с Анатолием Борисовичем Середовым, прорабом
- 2009 Кэле-Таньги
- 2010 Летят утки
- 2011 Бомжатник
- 2011 Хочешь мира?
- 2012 Москва, двадцать второй (сборник «Беспощадная толерантность»)
- 2013 Кот-пастушок и демоны Ада // Соавтор: Татьяна Бурносова, сетевая публикация
- 2013 Осень в Никольском
- 2013 Рычаги на себя!
- 2013 Светлый путь // Соавтор: Татьяна Бурносова
- 2013 Спасатель // Соавтор: Татьяна Бурносова, сетевая публикация
- 2014 …Ибо не ведают, что творят // Соавтор: Татьяна Бурносова
- 2014 Возвращение в буфет «Лето» // Соавтор: Татьяна Бурносова
- 2014 Кот-пастушок и демоны Ада // Соавтор: Татьяна Бурносова
- 2014 Черные звезды, золотое небо
- 2016 Долина коз // Соавтор: Татьяна Бурносова
- 2018 Булли
- 2018 Харан’а
- 2019 Где бродят лишь дикие звери

Фильмография
Автор сценариев:
- 2010 Обручальное кольцо
- 2013 Пятая стража
- 2015 Обратная сторона Луны 2
- 2016 Мажор 2
- 2017 Инспектор Купер. Невидимый враг
- 2018 Возмездие
- 2018 Коп (участие)
- 2018 Лютый 2
- 2018 Русалки
- 2020 Старые кадры
- 2021 Балабол 5
- 2022 Адмиралы района 2
- 2023 Дельфин 2
- 2023 ГДР
- 2024 Семья по  правилам и без
- 2025 Варежка (в производстве)
- 2025 Краш (в производстве)
- 2025 Десять историй о любви и смерти (в производстве)
- 2025 ПИН-код (в производстве)
- 2025 По следу зверя (в производстве)